# Феодорит Кирський
Феодорит (Теодорит) Кирський (дав.-гр. Θεοδώρητος ο Κύρου; 386 (393?) — 457) — єпископ Кирський, богослов, один з найвизначніших апологетів діофізитської христології. Представник Антіохійської школи богослов'я. Найбільший з ідеологічних супротивників святого Кирила Олександрійського і захисник несторіанства. За криптонесторіанство був засуджений і відлучений Другим Ефеським собором, виправданий і відновлений на Халкидонському соборі. Його криптонесторіанскі твори були засуджені П'ятим Вселенським собором як єретичні.

## Біографія
Невеликі відомості з біографії Феодорита є у книзі «Історія боголюбців». Його батьки були досить заможними людьми, мали рабів. Вони, як і сам Феодорит, вільно говорили сирійською і по всій видимості були сирійцями, хоча всі свої твори Феодорит писав згодом на грецькій. Батько і мати Феодорита прожили в шлюбі 13 років і не мали дітей. Як пише сам Феодорит, мати його позбулася безпліддя завдяки молитвам Македонія Критофага. Вагітність протікала важко, викидня не було тільки завдяки молитвам Македонія Критофага. Пологи були важкими, Феодорит вижив, як він пише, завдяки молитвам Петра Галатийского. Він був єдиною дитиною в сім'ї. Виховала Феодорита його бабуся, мати його матері.
Феодорит народився в Антіохії, де отримав чудову освіту; хто були його вчителі — невідомо, але безсумнівно, що мати мала на нього великий вплив. Він рано вступив у монастир св. Евпрепія і був там читцем. Життя Феодорита до єпископства мало відоме.
У 423 р. Феодорит став наступником Ісидора в єпископії Кирській. На цій посаді Феодорит придбав голосну славу громадського діяча, пастиря і письменника. Феодорит був, безсумнівно, самим освіченим богословом V століття. Вихований у повазі до подвижництва, Феодорит являв в грубому і розбещеному столітті блискучий приклад християнського аскетизму і глибини християнського умогляду. Замолоду Феодорит мав дві схильності до самотності й бідності; другу він міг здійснити цілком, але умови церковного життя вивели його на арену гучної діяльності.
Ще в Антіохії Феодорит роздав частину свого майна; іншу частину він використав на прикрасу міста Кіра — побудував міст, врегулював русло річки, створив форум, оточений портиками, збудував собор. «У мене нічого немає,— пише Феодорит другу,— ні дому, ні могили; одяг на мені складає все моє майно». Головною турботою єпископа кирського, крім побудови міста, було навернення єретиків, яких в Сирії було безліч. Крім справ благодійності, до Феодорита приваблювало і його ораторське мистецтво.
Мирне життя в єпископії була порушене суперечками, викликаними вченням Несторія Константинопольського і Кирила Олександрійського, у протистоянні між якими він виступив як захисник першого і противник другого. У цій боротьбі багато перипетій і захопливих драматичних моментів. Головним питанням, які турбували церкву в V ст., було питання про спосіб Боговтілення: чи народила діва Марія людину або Бога, і в якому відношенні знаходяться божественна і людська природи в Христа.
Несторій доручив своєму секретарю вчити, що Діву Марію треба називати «христотокос» (Христородиця), а не «теотокос» (Богородиця). Це вчення і викликало до полеміки св. Кирила, який захищав вчення про те, що Спаситель — це воплотившийся сам Бог Слово, а не два Сини, тому необхідно використовувати термін «Богородиця». Проти несторіанської двоїстості у Христі Кирило використовував формулу Олександрійської богословської школи: «Єдина природа Бога Слова втілена». Своєю чергою, проти міафизитського вчення св. Кирила виступив Феодорит, який захищав вчення Несторія. На Ефеському соборі 431 р., скликаному для суду над Несторієм, відбулося розділення єпископів: більшість противників Несторія об'єдналися навколо св. Кирила, а противники св. Кирила скликали свій собор, на чолі з Антіохійським єпископом Іоанном і Феодоритом, на якому був присутній і Несторій. Конфлікт між двома христологічними партіями викликав невдоволення імператора Феодосія, який погрожуючи арештами та репресіями зажадав пошуку компромісів у вірі і миру між кафедрами Олександрії та Антіохії. Виконуючи вимогу імператора, між Кирилом Олександрійським і Іоанном Антіохійським було підписано Погоджувальне сповідання 433 р., відоме в історії як «Антіохійська унія». Вважається, що автором тексту «Антіохійської унії» був Феодорит Кирський.
Однак, Феодориту не судилося насолоджуватися довгий час мирним життям у своїй єпархії. Зі смертю Кирила Олександрійського і Іоана Антіохійського підписана ними «Антіохійська унія» фактично перестала діяти. На провідні кафедри Сходу сіли радикальні прихильники двох богословських партій і почався новий виток протистояння між міафизитами і діофізитами. В 448 році в Константинополі було розпочата соборна справа проти архімандрита одного зі столичних монастирів Євтихія. Бувши послідовним прихильником олександрійської христології він відмовлявся говорити, що Христос єдиний «у двох природах», кажучи згідно з Кирилом Олександрійським, що Христос «з двох природ» — до втілення, а після втілення в ньому одна природа. Своїми суддями Євтихій був звинувачений в докетизмі і аполлінаризмі, чого він за собою не визнав і апелював до папи Римського і патріарху Олександрійського.
Диоскор Олександрійський угледів в засудженні Євтихія інтриги криптонесториан, найвизначнішим ідеологом яких був Феодорит Кирський. Суперечка через Євтихія призвели до того, що Феодориту було наказано імператором Феодосієм безвиїзно перебувати в Кірі. На очолюваному Диоскором антидіофизитському соборі в Ефесі у 449 р. Феодорит був засуджений і позбавлений влади. Він пішов у Апамейський монастир і звернувся до римського папи Лева I з апеляцією. Після смерті Феодосія, в 450 р., імператор Маркіян відновив Феодорита в його правах, а Халкідонський собор 451 р. прийняв Феодорита після того, як він формально, з явним небажанням був змушений вимовити «анафему» на Несторія (9-я сесія собору 26 жовтня 451 р.).
Феодорит був досить різнобічним письменником V ст.; його твори стосуються екзегетики, догматики, апологетики та історії церкви; крім того, чудові його проповіді й листи.

## Праці
Твори Феодорита по-латині видані в Кельні, в 1567 р., 2 томи in fol.; у 1643 р. Яків Сирмонд видав їх грецькою мовою (4 томи). Краще видання знаходиться в колекції Міня, серії грецької Патрології, тома 80-84. Критика тексту Феодорита залишає бажати вельми багато; російською мовою є переклад деяких творів Феодорита в московському виданні творів св. отців. Екзегетичні твори Феодорита, при науковій глибині, є зразком художньої обробки. Догматичні праці Феодорита стосуються, як зрозуміло з попереднього, головним чином єресей Несторія та Євтихія; позитивний результат, одержаний з аналізу єресей, представляє вчення про природу Спасителя. Головний твір Феодорита має назву «Ераніст» і являє собою діалог Ераніста з православним, який розкриває таємницю боговтілення і викуплення. До апологетичних трактатів відносяться твори Феодорита: «Проти перських магів», «Проти жидів» і «Зцілення еллінських недуг». Два перших твори втрачені; при складанні «Лікування» Феодорит користувався творами Плутарха, Порфирія і Аеція, а також Климента і Євсевія.
Феодорит вчить, що християнство містить в собі абсолютну досконалість, а язичництво є морок, що мусить зникнути з появою істини. У філософських побудовах Феодорит бачить лише тінь істини. Найважливіша праця Феодорита, без сумніву — його «Історія церкви», написана в 449 р. яка складається з 5 книг. Історія церкви охоплює період від 324 до 429 р. Джерелами для Феодорита служили твори Євсевія, Руфіна Аквилейского, Філосторгія, Євстафія, твори св. Афанасія і деякі інші. Друга за значенням праця Феодорита, що служить доповненням до історії церкви — «Єретичні байки»; справжність цієї праці оскаржувалася, але без достатньої підстави. Джерелами Феодорита служили твори Юстина Філософа, Іринея Ліонського, Климента, Орігена, Євсевія та ін. Твір Феодорита написано спокійним тоном, без полемічного запалу; він не має нетерпимості.

### Переклади
Російські переклади:
- Поучительные слова о промысле… / Пер. Н. Малинина. М., 1784. 271 стр.
- Толкование на послание к евреям. СПб., 1843. 136 стр.
- Краткое изложение божественных догматов. СПб., 1844. 137 стр.
- Феодорит. Церковная история. СПб., 1852. 380 стр.
  - переизд. с примеч. М. А. Тимофеева: М.: Росспэн, 1993. 240 стр.
- История боголюбцев, или Повествование о святых подвижниках. СПб., 1853. 236 стр.
  - переизд.: М., 1996. 233 стр.

- Феодорит Киррский. Творения. / Пер. Московской духовной академии. М., 1855—1857, 1907—1908.
  - Ч. 1. (Т. 26.) Изъяснение трудных мест божественного писания по выбору. 1855. 513 стр.
    - переизд.: [Творения. Т. 1]. Изъяснение трудных мест Божественного Писания. М.: ИС РПЦ. 2003. 480 стр.

  - Ч. 2. (Т. 27.) Толкование на сто пятьдесят псалмов. 1856. 401 стр.
    - переизд.: [Творения. Т.2]. Изъяснение псалмов. М.: ИС РПЦ. 2003. 536 стр.

  - Ч. 3. (Т. 28.) То же. 1856. 454 стр.
  - Ч. 4. (Т. 29.) Толкования на видения пророка Даниила. 1857. 452 стр.
  - Ч. 5. (Т. 30.) Толкования на пророков Наума, Аввакума, Софонию, Аггея, Захарию, Малахию. 1857. 394 стр.
    - 2-е изд.: Ч. 1-5. Сергиев Посад, 1905—1907.

  - Ч. 6. Сокращенное изложение Божественных догматов. 1908. 776 стр.
  - Ч. 7. Письма. Вып. 1. № 1-150. / Пер. Н. Глубоковского. 1907. 233 стр.
  - Ч. 8. То же. Вып. 2. № 151—268. (Т. 68.) 1908. С. 233—521.
- Псалтирь с объяснением каждого стиха блаженного Феодорита, епископа Кирского. Москва: Свято-Троицкое издательство, 2011. ISBN 978-5-904878-02-3.

- Памятники византийской литературы IV—IX веков. / Отв. ред. Л. А. Фрейберг. М.: Наука. 1968. С. 127—131.
- История боголюбцев с прибавлением «О божественной любви». / Вступ. ст. и новый пер. А. И. Сидорова. (Серия «Библиотека отцов и учителей церкви»). М.: Паломник, 1996. 447 стр.

### Дослідження
див. Н. Глубоковский, «Блаженный Ф., епископ кирский, его жизнь и литературная деятельность» (М., 1890, Том 1, Том 2). Тут приведена і література предмета. Про екзегетичних творчості блаж. Ф. см. J.-N. Guinot, «L'exégèse de Théodoret de Cyr» (Paris, 1995) (Théologie historique, 100). Для характеристики епохи, в якій діяв Феодорит, див. Am édée Thierry, «Récits de l'histoire romaine au V siècle. Nestorius et Eutychès. Les grandes hérésies du V siècle» (Пар:, 1878).